# Destructor Tipo 45
No confundir con la clase de destructores Daring de 1949, ni con los destructores clase Daring de 1893
El destructor Tipo 45 del Reino Unido (también conocido como clase Daring o clase D), es una clase de seis destructores de defensa aérea de la Royal Navy: Daring, Dauntless, Diamond, Dragon, Defender y Duncan. Reemplazaron a los destructores Tipo 42. El primer barco de la clase, el HMS Daring, fue botado el 1 de febrero de 2006 y dado de alta el 23 de julio de 2009. Fueron construidos por BAE Systems Surface Ships. Los tres primeros barcos fueron montados por BAE Systems Surface Fleet Solutions a partir de "bloques" prefabricados parcialmente construidos por la propia BAE Systems y VT Group. Actualmente son los buques de combate más poderosos de una flota europea, con excepción de los rusos.
En los planes los destructores Tipo 45 serán sustituidos por los destructores Tipo 83 en los finales de la década de 2030.

## Historia
Frente a la modernización de las Fuerzas Navales de Rusia, Estados Unidos, España y otros países que utilizan el sistema de Combate Aegis, con misiles que son disparados mediante el sistema de lanzamiento vertical, el Reino Unido inició  planes de modernización de su Fuerza Naval. 
Uno de sus componentes corresponde a esta clase de destructores, que son los barcos más modernos fabricados en forma modular mediante componentes que se unen en un dique seco. También poseen perfil facetado, con bajas marcas de radar y térmica. 
El Reino Unido originalmente pretendía adquirir barcos de defensa aérea, como parte del proyecto NFR-90 que ocho naciones querían llevar a cabo en forma conjunta para reducir los costos de diseño y fabricación,  (Canadá, Francia, Alemania, Italia, Holanda, España, Reino Unido y Estados Unidos), y más tarde con el programa para la nueva generación de fragatas con horizonte común (Horizon Common New Generation Frigate) con Francia e Italia. 
Los Tipo 45 se aprovecharon del desarrollo de trabajo de las Horizon y así, poder utilizar el sistema de misiles Sea Viper (la variante de radar SAMPSON del Principal Sistema de Misiles Antiaéreo (Principal Anti-Air Missile System). En 2009, la entrega de misiles Aster de las naves se retrasó debido a fallos durante la prueba. Una investigación posterior reveló un defecto de fabricación con un único lote de misiles y la entrega de los Aster 30 está de nuevo sobre la fecha prevista.
En un "ataque intensivo" un solo Tipo 45 podría al mismo tiempo seguir, atacar y destruir más objetivos que cinco destructores Tipo 42 que operasen juntos. La clase Daring es de los escoltas más grandes jamás construidos para la Royal Navy en términos de desplazamiento. Después del lanzamiento del Daring el 1 de febrero de 2006 el ex primer Lord del mar, el almirante Sir Alan West afirmó que serían los destructores más capaces de la Marina Real, así como los mejores buques antiaéreos del mundo. La reducción del número de adquisiciones eventualmente de doce a seis (en 2008) fue controvertida.

## Diseño

### Antecedentes
Principales artículos: NFR-90 y fragatas Clase Horizon
El Reino Unido había intentado adquirir nuevos buques de guerra, en colaboración con otras siete naciones de la OTAN bajo el proyecto NFR-90 que más tarde se canceló. El Reino Unido se unió a Francia e Italia en el programa Horizon CNGF para construir el mismo tipo de barco; sin embargo, los diferentes requisitos nacionales, los argumentos de repartición del trabajo y los retrasos, llevaron a la retirada del Reino Unido el 26 de abril de 1999 y comenzar su propio proyecto nacional. El 23 de noviembre de 1999 Marconi Electronic Systems fue confirmado como contratista principal para el proyecto Tipo 45. Siete días más tarde, MES y British Aerospace se fusionaron para formar BAE Systems, haciendo de éste el contratista principal.
El nuevo proyecto nacional Tipo 45 ha sido criticado por el aumento de los costos y demoras, con los barcos costando £ 6,46 billones, con un aumento de £ 1,5 billones (29%) sobre el presupuesto original. El primer barco entró en servicio en 2010, en lugar de 2007 lo inicialmente planeado. En 2007, el Comité Selecto de Defensa expresó su decepción porque el Ministerio de defensa y BAE habían podido controlar el aumento de los costos.

### Características generales
Los destructores Tipo 45 tienen 152,4 m de longitud, con una manga de 21,2 metros y un calado de 7,4 m. Esto los hace mucho más grande que el Tipo 42 al cual reemplazan, desplazando unas 7.350 toneladas en comparación con las 5.200 toneladas del Tipo 42. Los destructores Tipo 45 son los primeros barcos de guerra británicos creados para satisfacer los requisitos sobre el casco de Lloyd's Register's Naval Rules (Reglas Navales del Registro de la Lloyd’s). BAE Systems es la autoridad de diseño para el Tipo 45, un papel tradicionalmente sustentado por el Ministerio de Defensa del Reino Unido. El diseño del Tipo 45 trae nuevos niveles de reducción de la firma de radar para la Marina Real Británica, con los equipos de cubierta y las balsas salvavidas ocultados detrás de los paneles produciendo una superestructura muy "limpia" similar a la clase francesa de fragatas La Fayette. El mástil está equipado externamente con moderación.
El diseño del Tipo 45 utiliza Principal Anti-Air Missile System (PAAMS) como arma principal antiaérea, un diseño conjunto británico, francés e italiano. El PAAMS consta de un control de fuego SAMPSON y un radar de rastreo, un sistema de misiles MBDA Aster 15 y 30 y un lanzador de misiles vertical de 48 celdas SYLVER, dando capacidad antiaérea de corto y largo alcance. El sistema PAAMS es capaz de controlar y coordinar varios misiles en el aire a la vez, permitiendo que puedan interceptarse varios objetivos, además, el lanzador de misiles SYLVER puede actualizarse para agregar armas más modernas si fuera necesario. Se ha sugerido que el radar SAMPSON es capaz de seguir un objeto del tamaño de una pelota de cricket viajando a tres veces la velocidad del sonido.
Aunque el Tipo 45 representa una mejora significativa en cuanto a la defensa aérea, su capacidad antibuque actualmente está limitada al cañón de calibre medio y a los misiles Sea Skua lanzados desde helicópteros.

### Armamento y sensores
Antiaéreo
- Sistema de misiles Sea Viper
  - Radar de seguimiento aéreo con capacidad AESA SAMPSON
  - Radar de vigilancia aérea 3D S1850M
  - 48 × misiles MBDA Aster (mezcla de Aster 15 y Aster 30) en seis lanzadores verticales SYLVER A50 de 8 celdas (Vertical Launch System).

Cañones
- 1 × Cañón de BAE Systems de 4,5 pulgadas Mk 8 mod 1. Se piensa actualizarlos cambiándolos por un cañón de 155 mm. La propuesta está siendo estudiada por la RN (Royal Navy).[23]
- 2 × cañones Oerlikon de 30 mm KCB en montajes simples DS-30B
- 2 ×  Ametralladoras Minigun
- 6 × ametralladoras de propósito general[24]
- 2 × CIWS Phalanx de 20 mm para defensa aérea cercana y protección antimisil (a partir de 2011)[25]

Antibuque
- Equipado para 2 lanzadores cuádruples de misiles antibuque RGM-84 Harpoon (aún no instalados).[26]
- El helicóptero Lynx HMA 8 embarcado es capaz de transportar misiles antibuque Sea Skua.
- El cañón naval de 4,5 pulgadas Mark 8 tiene un papel antibuque

Antisubmarino
- Sonar MFS 7000
- Hasta 2 helicópteros embarcados Westland Lynx armados con 4 misiles antibuque Sea Skua o 2 torpedos Sting Ray
- 1 helicóptero Merlin HM1 armado con 4 torpedos Sting Ray.

Todos los helicópteros están equipados con sus propios sistemas de sonar sumergido y sonoboyas.
Ataque a tierra
- El Tipo 45 tipo tal y como está diseñado inicialmente, no tiene capacidad de transportar un misil de ataque a tierra y el lanzador SYLVER A50 actualmente no cuenta con capacidad para disparar un misil como tal. Sin embargo, si la necesidad llegara a plantearse, sería posible instalar el lanzador estadounidense Mk. 41 para disparar el BGM-109 Tomahawk.[27]
- El cañón naval de 4,5 pulgadas Mark 8 tiene un papel de fuego de apoyo naval (NGS). La actualización propuesta de un cañón de 155 mm incrementaría el alcance y efecto explosivo, así como dar uniformidad en la logística con los cañones de 155 mm del ejército y la posibilidad, de un desarrollo conjunto de munición avanzada para uso entre ramas en el futuro.[23]

Contramedidas

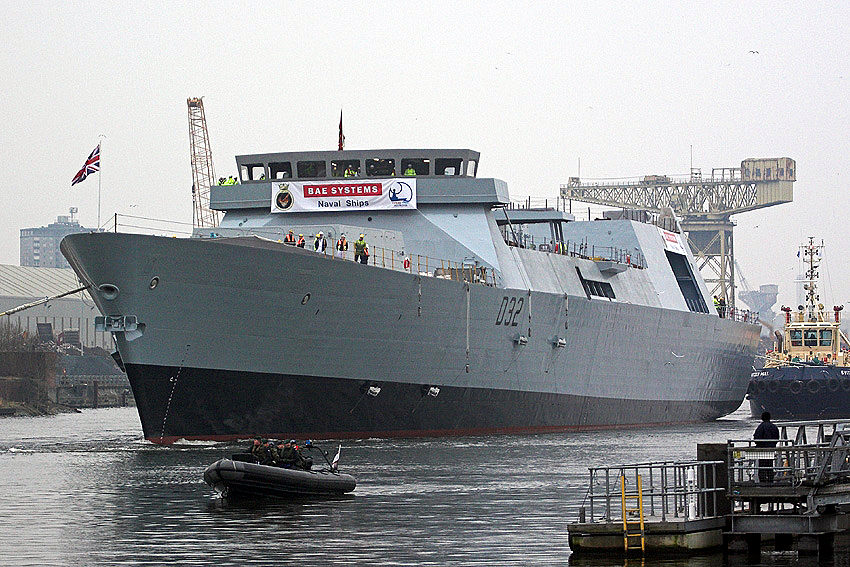
El Daring en el Clyde después de ser botado.

- El sistema de señuelo Seagnat permite la atracción y distracción de las armas guiadas por radar, a través de medios activos y pasivos. Un dispositivo de 'suplantación' por infrarrojos está previsto para futuras ampliaciones.
- Sistema de contramedidas naval flotante (reflectores angulares) Airborne Systems IDS300[28]
- Sistema de señuelo de torpedo activo, Surface Ship Torpedo Defence System (SSTD)

Comunicaciones
- Sistema de comunicaciones totalmente integrado (FICS45) - sistema de comunicaciones internas y externas combinado suministrado por Thales y SELEX Communications Ltd.[29]

Oceanografía y meteorología METOC
- El sistema METOC de BAE Systems comprende el sistema de sondeo del aire superior (Upper Air Sounding System) utilizando radiosondas lanzables desarrolladas por Skycom Telecom Ltd (Gales) y Graw Radiosondes (Alemania), así como un sistema de recepción vía satélite climatológico y un sistema de medición de la profundidad marítima. Estos sensores proporcionarán a cada buque una conciencia ambiental para tareas como la propagación de radar, balística y en general de auto-apoyo a la producción de datos meteorológicos y oceanográficos de forma autosuficiente.

Aeronaves
- 1-2 helicópteros Lynx  4 misiles antibuque Sea Skua y 2 torpedos Sting Ray
- 1 helicóptero Merlin con torpedos Sting Ray, sonar sumergido y sonoboyas.

Otros
- La cubierta de vuelo en la popa del Tipo 45, es lo suficientemente grande como para acomodar aeronaves del tamaño del Chinook o el CH-46 Sea Knight.
- El Tipo 45 tiene espacio suficiente para embarcar 60 Royal Marines y su equipo.

### Propulsión

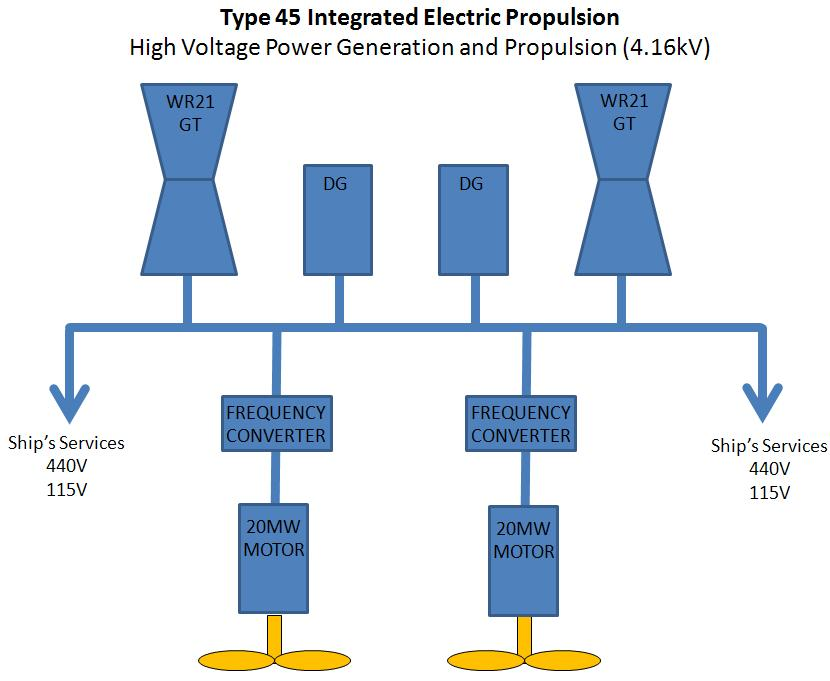
Propulsión eléctrica integrada del Tipo 45
(GT: turbina de gas; DG: generador diésel)

Los Tipo 45 están equipados con un sistema innovador de propulsión eléctrica integrada. Históricamente, los buques con propulsión eléctrica (como el USS Langley) han proporcionado energía a los motores eléctricos usando DC (corriente continua), y la energía necesaria del barco, cuando es necesaria en total, se suministraba o era suministrado por separado como DC con una amplia gama de voltaje. La propulsión eléctrica integrada pretende proporcionar toda la propulsión y la energía necesaria de la nave a través de AC (corriente alterna) con calidad en voltaje y frecuencia. Esto se consigue mediante control informatizado, transformación de alta calidad y filtrado eléctricos.
Dos alternadores de turbina de gas Rolls-Royce WR-21 y dos generadores diésel Wärtsilä 12V200 proporcionan energía eléctrica de 4.160 voltios a un sistema de alta tensión. El suministro de alto voltaje se utiliza para proporcionar alimentación a dos motores de inducción avanzados Converteam con una potencia de 20 MW (27.000 hp) cada uno. Los servicios del buque, incluido el suministro de energía necesario y sistema de armas se transforman desde el suministro de alto voltaje a 440 V o 115 V.
Las ventajas de la propulsión eléctrica integrada son:
- La capacidad de poner los motores eléctricos más cerca de la hélice, lo que acorta la línea de eje, evitando la necesidad de una caja de cambios o las hélices de paso variable, y reducir la exposición a daños de combate.[30]
- La oportunidad de colocar motores primarios (los generadores diésel y alternadores de turbinas de gas) en lugares convenientes fuera de la línea de eje, lo que reduce el espacio perdido por las chimeneas, mientras que al mismo tiempo, mejora el acceso para mantenimiento y cambios de motor.[31]
- La libertad de usar todos los servicios de propulsión y del barco con una sola planta motriz durante gran parte de la vida del buque, reduciendo drásticamente el número de horas de funcionamiento del motor y las emisiones.[30]

Clave para el uso eficiente de un solo motor es la elección de una turbina de gas que proporciona eficiencia en alcance con una gran carga; la turbina de gas WR21 incorpora un compresor intercooling y recupera y usa parte de los gases calientes del escape, haciéndola significativamente más eficiente que las anteriores turbinas de gas marinas, especialmente en carga media y baja.
La combinación de una mayor eficiencia y una gran cantidad de almacenamiento de combustible logra proporcionar una autonomía de 7.000 millas náuticas (13.000 km) a 18 nudos (33 km/h). La alta densidad de potencia, junto con la eficiencia hidrodinámica debido a la forma más alargada del casco, permite sostener una alta velocidad; se ha informado que el Daring alcanzó una velocidad de diseño de 29 nudos (54 km/h) en 70 segundos y alcanzó una velocidad de 31,5 nudos (58 km/h) en 120 segundos durante las pruebas de mar en agosto de 2007.

## Construcción
Los barcos son construidos en partes separadas por BAE Systems Surface Ships, que fue creado originalmente como BVT Surface Fleet, por la fusión de los astilleros de armas de superficie de BAE Systems y el grupo VT. Estas dos empresas anteriormente construyeron barcos en colaboración. Los dos astilleros de BAE en Glasgow y uno de Portsmouth son los responsables de la construcción de los diferentes "bloques", que se unen y forman el casco de la nave, con este nuevo sistema de construcción en partes separadas, ya no es necesario montar la quilla en un dique seco. Los bloques más grandes y complejos, que contiene las salas de operaciones y los espacios de máquinas, se están construyendo en los astilleros de BAE en el Clyde, dentro de grandes hangares de construcción totalmente cubiertos, con un techo extendido, luces y el equipo necesario para trabajar durante todo el año, incluso durante el invierno, lluvia y nieve.
El astillero de BAE en Govan es responsable del bloque A (a popa al borde del hangar de helicópteros). El astillero de Scotstoun construye los bloques B/C (una sección de 2.600 toneladas contiene las turbinas de gas WR-21, comienza con el hangar de helicópteros hasta la sección del puente) y el bloque D (sección del puente). El astillero de BAE en Portsmouth es responsable de los bloques E/F (del puente a la proa) y de las chimeneas y mástiles de diseño facetado. Para los buques 2-6, los bloques A-D son montados en el Ships Block and Outfit Hall (sala de ensamblado e instalación de equipamiento) de los astilleros de Govan y estando plenamente equipados para el atraque en Scotstoun. Los mástiles y chimeneas también están montados antes de botarlo al mar, con un nuevo proceso de soldadura para unir los bloques del barco y los sistemas internos de la nave, tuberías, cables y ductos.

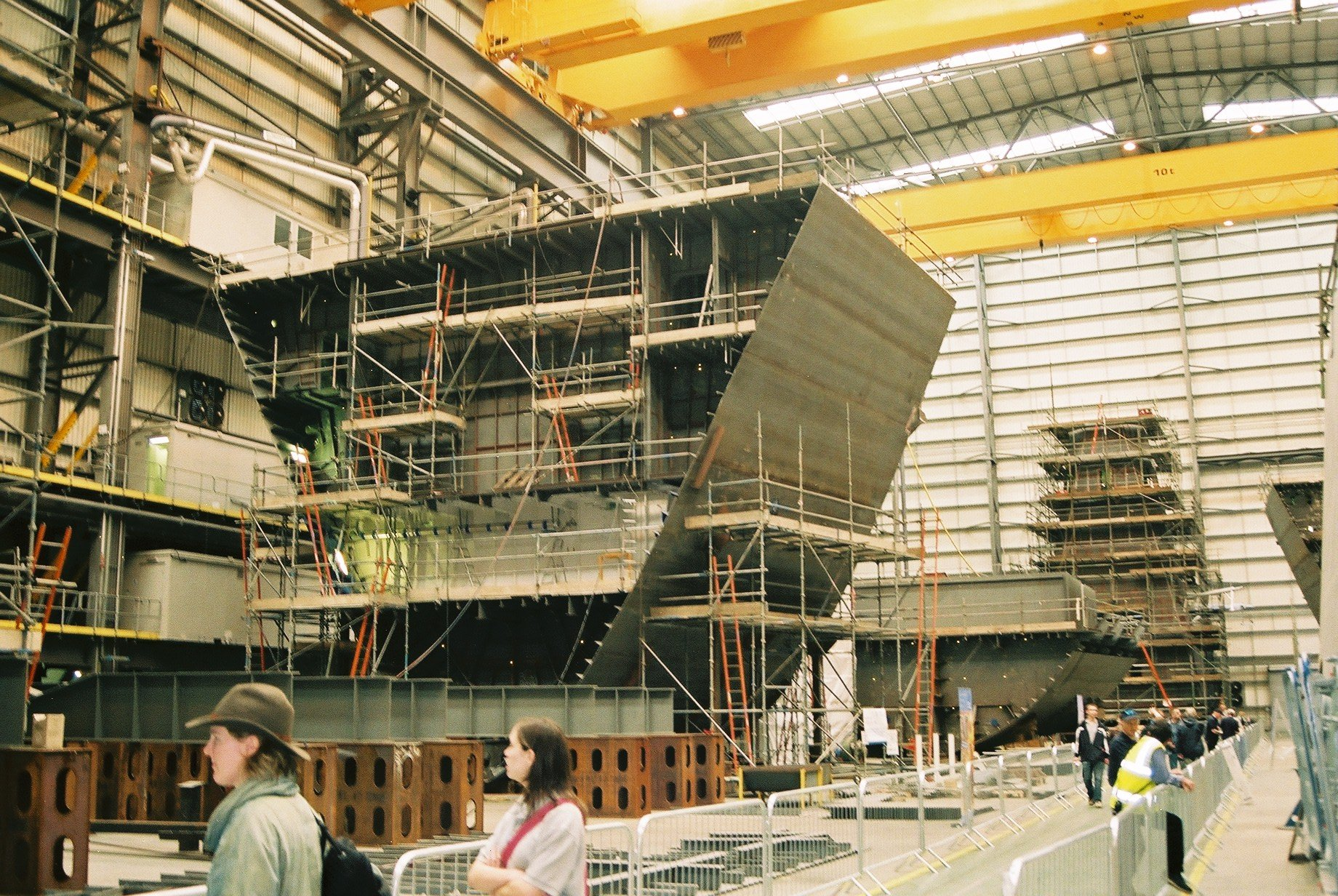
Construcción por bloques del Dauntless en Portsmouth

Para el primero de la clase, el bloque A se montó en Govan y se trasladó a Scotstoun donde se acopló con los bloques B/C, que ya estaban equipados con la turbina WR-21 y la maquinaria. El bloque D, también se montaba en Scotstoun, estaba equipado para estos tres bloques. Las secciones de proa (E/F) fueron montadas en Portsmouth en grandes galpones techados, montados en transportes de carga con ruedas y llevadas por barcaza flotante a Scotstoun. Este era el último bloque en montarse. En este punto el casco armado también en bloques, fue botado en el Clyde y remolcado a dique seco en Scotstoun donde fueron instalados los mástiles y chimeneas (los mástiles parcialmente están equipados con el equipo, por ejemplo el mástil del radar S1850M es enviado desde Portsmouth a Thales Nederland para montarle los equipos de radar). Una vez que esto se completa el equipo restante se monta; matrices de radar, sonar de casco en proa, hélices, equipos de misiles y cañón de 4,5 pulgadas.
Este acuerdo de construcción modular fue acordado en febrero de 2002. Sin embargo, cuando se firmó el contrato original de tres barcos en julio de 2000, BAE Systems Marine era el constructor del primero y el tercero, y Vosper Thornycroft (ahora VT) el constructor del segundo.

## Buques de la clase

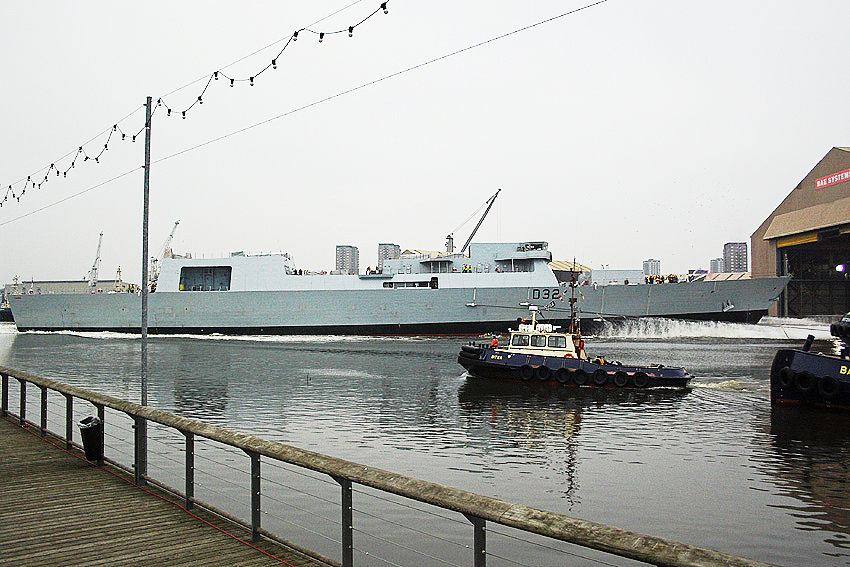
Botadura del Daring. Los mástiles y los radares se instalaron posteriormente en el dique seco.

Han sido pedidos seis buques y la transferencia de custodia de la primera ocurrió el 10 de diciembre de 2008. La planificación inicial del MOD era adquirir doce buques, con la resolución del segundo lote determinándose entre 2005 y 2010. Sin embargo esto se redujo a ocho buques en el libro blanco de defensa de 2003 titulado ofrecer seguridad en un mundo cambiante: capacidades futuras. En diciembre de 2006 se informó que se podrían cancelar los dos últimos. En julio de 2007, funcionarios del Ministerio de Defensa dijeron que "todavía planeaban construir ocho destructores Tipo 45" y que "los dos barcos extra todavía figuran en la planificación de supuestos". Este plan fue abandonado oficialmente el 19 de junio de 2008, cuando el ministro de las Fuerzas Armadas, Bob Ainsworth, anunció en el Parlamento que no ejercerían las opciones para los destructores séptimo y octavo. La continua reducción del proyecto, primero de 12 a 8 y posteriormente a 6 barcos, fue criticada por dejar a la Royal Navy con barcos insuficientes para satisfacer sus necesidades.

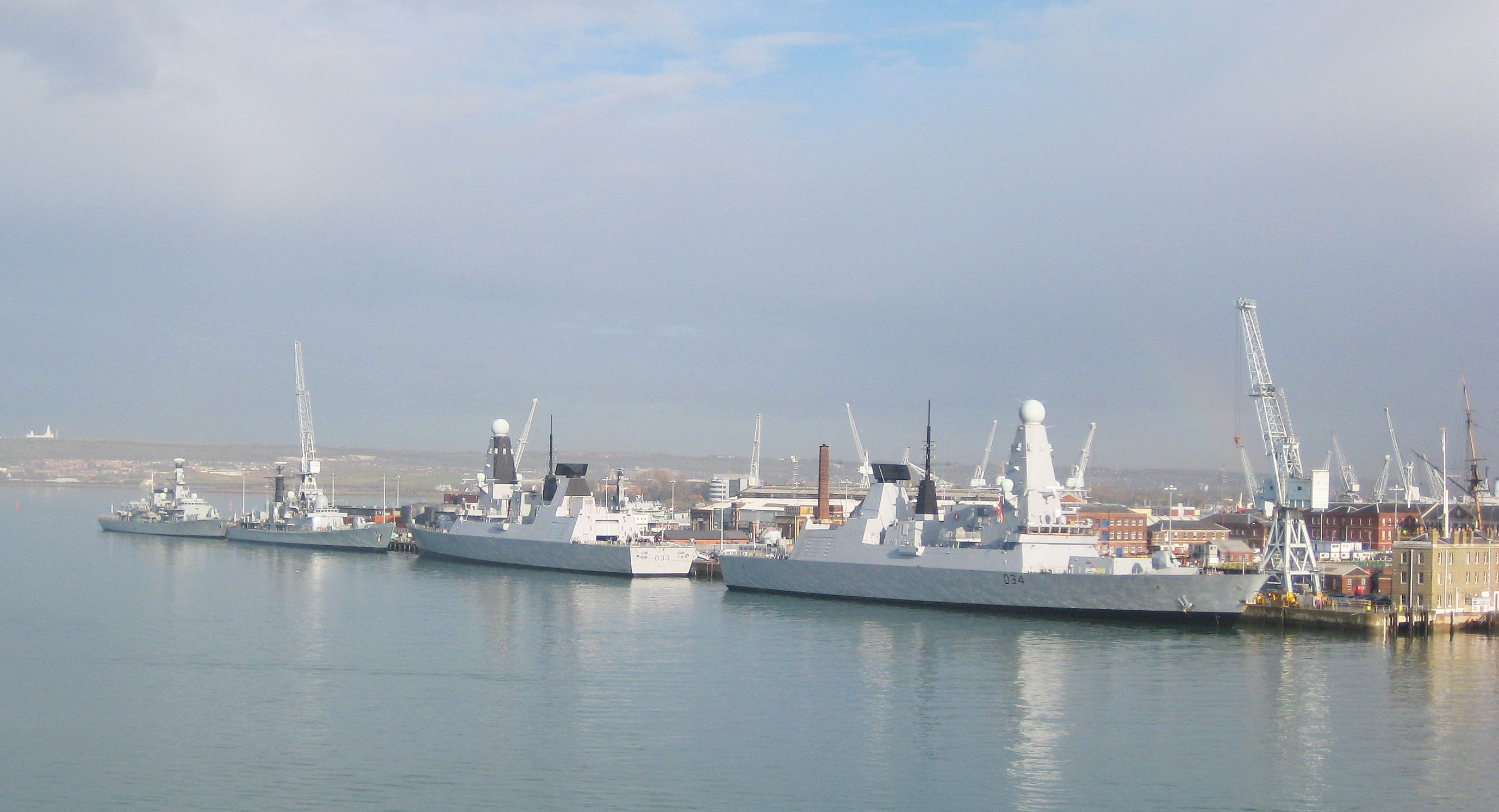
El HMS Diamond junto al HMS Dauntless anclados en la Base Naval Portsmouth

El 9 de marzo de 2007 The Independent informó que Arabia Saudita estaba considerando la posibilidad de comprar "dos o tres" Tipo 45. El 7 de septiembre de 2007 se informó que oficiales de Arabia Saudita habían sido invitados a observar al Daring en sus pruebas de mar.
En 2012 fueron enviados al Golfo Pérsico para escoltar a los barcos mercantes durante su travesía por el Estrecho de Ormuz, y para navegar por el Atlántico Sur, en misiones de patrulla a las Islas Malvinas.
El Tipo 45 se construye en módulos por partes, por lo que la quilla no "se pone en grada" como en el pasado, los módulos se fabrican previamente dentro de grandes galpones y luego, se trasladan a otros lugares de Inglaterra para unirlos. El ceremonial de inicio de la construcción de los buques, es "cortar la primera chapa" de acero, siendo otro momento clave, la puesta en grada del primer módulo que será unido a otros módulos en el futuro.
Se construirán 6 barcos de esta clase en tiempo de paz y en el futuro se podrían construir más barcos, que navegarán junto a los nuevos submarinos Clase Astute, formando la flota más moderna y potente de Inglaterra desde el final de la Guerra Mundial.
| Name      | Número Pennant | Primer corte de acero*  | Botado                  | Fecha de alta            | Estado      |
| --------- | -------------- | ----------------------- | ----------------------- | ------------------------ | ----------- |
| Daring    | D32            | 28 de marzo de 2003     | 1 de febrero de 2006    | 23 de julio de 2009      | En servicio |
| Dauntless | D33            | 26 de agosto de 2004    | 23 de enero de 2007     | 3 de junio de 2010       | En servicio |
| Diamond   | D34            | 25 de febrero de 2005   | 27 de noviembre de 2007 | 6 de mayo de 2011        | En servicio |
| Dragon    | D35            | 19 de diciembre de 2005 | 17 de noviembre de 2008 | 20 de abril de 2012      | En servicio |
| Defender  | D36            | 31 de julio de 2006     | 21 de octubre de 2009   | 21 de marzo de 2013      | En servicio |
| Duncan    | D37            | 26 de enero de 2007     | 11 de octubre de 2010   | 22 de septiembre de 2013 | En servicio |